# Betina Jozami
Betina Jozami (Paraná, 1988. szeptember 8. –) argentin teniszezőnő. 2005-ben kezdte profi pályafutását, eddigi karrierje során hét egyéni és tizennégy páros ITF-tornát nyert meg.

## Eredményei Grand Slam-tornákon

### Párosban
| Torna           | 2008   |
| --------------- | ------ |
| Australian Open | -      |
| Roland Garros   | -      |
| Wimbledon       | 1. kör |
| US Open         | -      |

## Év végi világranglista-helyezései
| Év       | 2003 | 2004 | 2005 | 2006 | 2007 | 2008 |
| Helyezés | 670. | 617. | 511. | 314. | 261. | 145. |